# Joel Sánchez (football, 1989)
Pour les articles homonymes, voir Sánchez et Joel Sánchez.
Joel Sánchez, né le 11 juin 1989 à Arequipa, est un footballeur péruvien évoluant au poste de milieu de terrain.

## Carrière

### En club
Sánchez évolue de 2007 à 2009 au Total Chalaco. Ensuite il s'engage en 2010 avec l'Alianza Lima.

### En équipe nationale
Joel Sánchez est appelé en équipe du Pérou pour la première fois en 2009 dans le cadre des qualifications pour la Coupe du monde 2010, face au Venezuela. Le 1er mars 2013, il est suspendu deux ans à la suite d'un contrôle positif au stimulant néthylhéxanemine lors du match international opposant son pays à la Bolivie le 12 octobre 2012.
Il revient en sélection à l'occasion de la Copa América 2015 au Chili où le Pérou se hisse sur le podium (3e place). Il compte 11 sélections en équipe du Pérou (aucun but marqué) entre 2009 et 2016.

## Palmarès

### Palmarès en club
| - Copa Perú (1) : - Vainqueur : 2006. - Championnat du Pérou D2 (1) : - Vainqueur : 2008. |  | - Championnat du Pérou : - Vice-champion : 2022. - Tournoi de clôture (1) : - Vainqueur : 2018-C. - Tournoi d'ouverture (1) : - Vainqueur : 2022-A. |

### Palmarès en sélection

#### Pérou
- Copa América :
  - Troisième : 2015.